# 人間福報
《人間福報》是在台灣發行的中文報紙，由佛光山釋星雲法師於2000年4月1日創刊。為一多元性日報，乃以推動祥和社會、淨化人心為職志，以關懷人類福祉、追求世界和平為宗旨，2002年統計全球每日發行量逾20萬份。該報社創刊前與《聯合報》簽約，委託《聯合報》印刷《人間福報》，並透過《聯合報》遍及全球的通路、海外印刷廠發行出去。

## 大事記
- 2000年4月，《人間福報》創刊[1]。

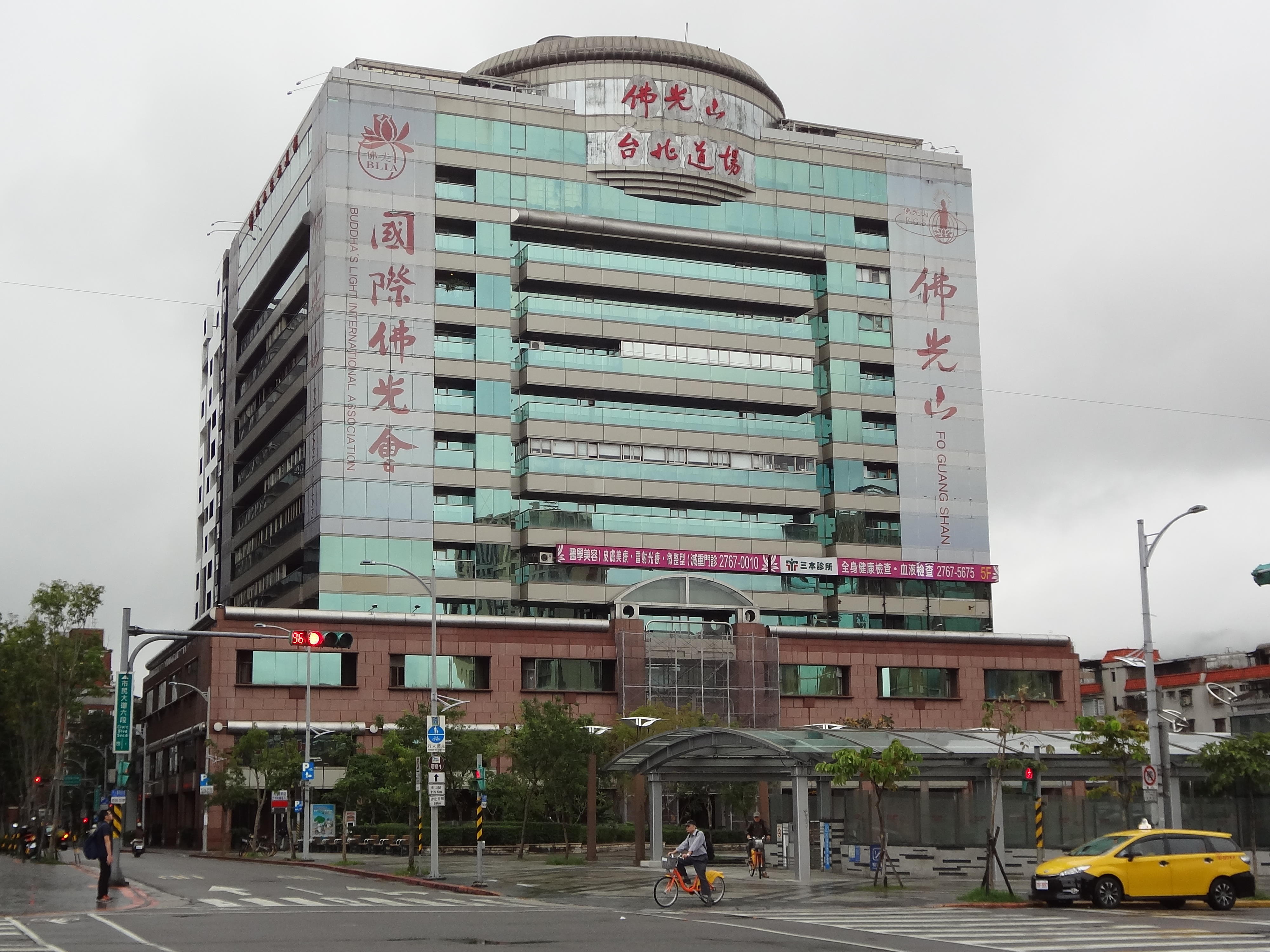
《人間福報》總部所在的朝代大廈

- 2000年7月，美國洛杉磯成立美洲版《人間福報》[8]。
- 2002年9月，主辦「媒體環保日」，各家平面及電子媒體協辦[9]。
- 2004年2月，該報社發行《福報快訊》創刊號[10]。
- 2004年3月，為方便讀者閱讀，將該報各版的字體放大[10]。
- 2004年7月，該報橫向標題改由左向右排列，內文仍維持原狀不變，仍由右向左直式排列[10]。
- 2007年12月，總主筆柴松林為周大觀文教基金會2008年（第11屆）全球熱愛生命獎章獲頒者之一[11]。
- 2009年12月12日，編輯部遷至台北縣汐止市（今新北市汐止區）大同路一段369號2樓[12]，與《聯合報》總部遷入同一棟大樓[13][14]。
- 2010年4月，舉辦「全民環保搶救地球」國際論壇[15]。

## 外部連結
- 人間福報新聞網 （繁體中文）（页面存档备份，存于）
- 人間福報 （繁體中文）（页面存档备份，存于）
- 人間通訊社（繁體中文）（页面存档备份，存于）
- 解嚴後的第一份宗教報紙－－福報日報（繁體中文）